# Купеевы
Купе́евы (осет. Хъуппетæ) — осетинская фамилия.

## Происхождение
В сёлах Бадского ущелья жили следующие фамилии: Алаговы, Аладжиковы, Дзасоховы, Дзитоевы, Купеевы, Мзоковы, Хапсаевы, Чехоевы ― потомки пятнадцати братьев Царазоновых. Предок фамилии Куппе обосновался в Алагирском ущелье, на левом берегу реки Ардон над Нузалом. Эту местность называли Назиджин, потому что здесь был еловый лес. До сих пор в Назиджине стоят крепости, склепы, гробницы Купеевых и Дзитоевых. Часто возникает вопрос, почему Купеевы жили разрозненно в трёх местах, но это объяснимо. В условиях гор в одном селе места было мало, поэтому когда дети Купе выросли, один из его сыновей обосновался в с. Кора, другой — в Нузале, третий жил в селе  Назиджин.

## Генеалогия
Родственными фамилиями (осет. æрвадæлтæ) Купеевых являются Аладжиковы, Дзитоевы, Цопановы.
| Компания   | Антропоним                   | Гаплогруппы (Y-ДНК # мтДНК)        |
| ---------- | ---------------------------- | ---------------------------------- |
| YSEQ       | 2914 — Kupeev                | G2a1a1a1b1 (DYS391=9, DYS392=10)   |
| FTDNA      | 314924 — Kupeev              | Q1a2a* (L53+ ? L54- ?) > Q-FT69913 |
| Scientific | Куреев                       | G2a1a (P18) > G2a1a1a1a1a1a1a1a2a  |
| Генотек    | Олег Дзантемирович Купеев    | Q1a2a # U1a1                       |
| Генотек    | Таймураз Владимирович Купеев | G2a1a1a1a1a1b # W6                 |

## Известные представители
- Алан Борисович Купеев (1965) — начальник УФСИН России по Новосибирской области, генерал-лейтенант внутренней службы.
- Валентина Дзабоевна Купеева (1935) — кандидат педагогических наук, доцент, зав. кафедрой иностранных языков Северо-Осетинского медицинского института.
- Игорь Борисович Купеев (1974) — мастер спорта международного класса по вольной борьбе, двукратный чемпион России и Азии, обладатель Кубка мира.